# Blunder
Blunder, även Kusin Blunder (original Dimwitty eller Dimwitty Duck), är en figur i Kalle Anka-serierna, där han oftast får spela rollen som Moby Ducks inkompetenta matros. Andra gånger uppträder han tillsammans med Kajsa Anka, eller någon annan av disneyseriernas ankor, företrädesvis Kalle Anka eller Oppfinnar-Jocke.
Blunder dök upp 1968 i serien "Genom eld och vatten", ursprungligen publicerad i Uncle Scrooge 75, och på svenska i Kalle Anka & C:o 14/1969. I denna serie presenteras han som Kajsas kusin Blunder. I Knatte, Fnatte och Tjatte-serien "Gröngölingar och goda gärningar" i Kalle Anka & C:o 15/1972 får Blunder ta emot "den hederliga handsken" för en välgärning och ser sig själv som en topp-gröngöling. Det är dock först i tredje serien som han dyker upp som Moby Ducks matros; en roll som i de tidigaste Moby-serierna innehades av Kalle. 